# 訾修林
訾修林（1915年—1978年），男，山东阳谷人，中华人民共和国军事人物，中国人民解放军少将，曾任广州军区副政治委员，铁道兵副政治委员。